# Ligue C de la Ligue des nations féminine de l'UEFA 2025
Navigation
Ligue C 2023-2024 Ligue C 2027
La Ligue C de la Ligue des nations féminine 2025 est la troisième division de la Ligue des nations 2025, deuxième édition d'une compétition impliquant les équipes nationales féminines des 53 associations membres de l'UEFA.

## Format
La Ligue C se compose des associations classées à partir de la trente-troisième place au classement général des Éliminatoires de l'Euro 2025, et se divise en trois groupes de quatre équipes et en trois groupes de trois équipes.

### Qualifications pour la Coupe du monde 2027
Les équipes classées premières de chaque groupe sont promues en Ligue B, tandis que les deux meilleures équipes classées deuxième en groupe se qualifient pour les barrages de promotion contre les deux meilleures équipes classées troisièmes en groupe de la Ligue B.

### Tirage au sort
Les équipes sont attribuées à la Ligue C en fonction du classement général des Éliminatoires de l'Euro 2025, le 16 juillet 2024. Elles sont réparties en trois chapeaux de six équipes et un chapeau de trois équipes, placées selon la liste d'accès,.
Les équipes nationales de Gibraltar et du Liechtenstein prennent part à leur première Ligue des nations et disputent leur première compétition internationale,.
Le tirage au sort de la phase de ligue a lieu le 7 novembre 2024,.
| Équipe      | Classement |
| ----------- | ---------- |
| Slovaquie   | 28         |
| Azerbaïdjan | 29         |
| Malte       | 30         |
| Israël      | 31         |
| Kosovo      | 32         |
| Luxembourg  | 38         |

| Équipe     | Classement |
| ---------- | ---------- |
| Monténégro | 39         |
| Géorgie    | 40         |
| Bulgarie   | 41         |
| Lettonie   | 42         |
| Îles Féroé | 43         |
| Arménie    | 44         |

| Équipe            | Classement |
| ----------------- | ---------- |
| Macédoine du Nord | 45         |
| Estonie           | 46         |
| Lituanie          | 47         |
| Kazakhstan        | 48         |
| Moldavie          | 49         |
| Chypre            | 50         |

| Équipe        | Classement |
| ------------- | ---------- |
| Andorre       | 51         |
| Gibraltar     | -          |
| Liechtenstein | -          |

## Groupes
Légende des classements
- Promu en Ligue B
- Barrages de promotion en Ligue B

### Groupe 1
| Rang | Équipe      | Pts | J | G | N | P | Bp | Bc | Diff |  | Résultats (▼ dom., ► ext.) |     |     |     |      |
| ---- | ----------- | --- | - | - | - | - | -- | -- | ---- |  | -------------------------- | --- | --- | --- | ---- |
| 1    | Slovaquie R | 18  | 6 | 6 | 0 | 0 | 27 | 1  | +26  |  | Slovaquie R                |     | 3-0 | 1-0 | 11-0 |
| 2    | Îles Féroé  | 10  | 6 | 3 | 1 | 2 | 10 | 6  | +4   |  | Îles Féroé                 | 1-2 |     | 2-0 | 5-0  |
| 3    | Moldavie    | 7   | 6 | 2 | 1 | 3 | 6  | 6  | 0    |  | Moldavie                   | 0-2 | 1-1 |     | 1-0  |
| 4    | Gibraltar   | 0   | 6 | 0 | 0 | 6 | 0  | 30 | -30  |  | Gibraltar                  | 0-8 | 0-1 | 0-4 |      |

| 1re journée                   | Moldavie                    | 1 - 0   | Gibraltar                  | Stade central, Nisporeni                      |                                               |
| 21 février 2025 14h00 (15h00) | Țabur 90+3e                 | (0 - 0) |                            | Spectateurs : 123 Arbitrage : Sofiya Prychyna | Spectateurs : 123 Arbitrage : Sofiya Prychyna |
| 21 février 2025 14h00 (15h00) | Rubanovici 12e · Vîrlan 27e | Rapport | 32e Chapman · 71e Ambrosio | Spectateurs : 123 Arbitrage : Sofiya Prychyna | Spectateurs : 123 Arbitrage : Sofiya Prychyna |

| 21 février 2025 | Slovaquie                                                      | 3 - 0   | Îles Féroé  | Stade Antona-Malatinského, Trnava                  |                                                    |
| 19h00           | ( Košíková) Hmírová 20e · ( Fabová) Morávková 29e · Fabová 60e | (2 - 0) |             | Spectateurs : 309 Arbitrage : Anastasia Mylopoulou | Spectateurs : 309 Arbitrage : Anastasia Mylopoulou |
| 19h00           |                                                                | Rapport | 37e Joensen | Spectateurs : 309 Arbitrage : Anastasia Mylopoulou | Spectateurs : 309 Arbitrage : Anastasia Mylopoulou |

| 2e journée            | Slovaquie       | 1 - 0   | Moldavie       | Stade Antona-Malatinského, Trnava               |                                                 |
| 25 février 2025 17h30 | Škorvánková 85e | (0 - 0) |                | Spectateurs : 359 Arbitrage : Jelena Medjedovic | Spectateurs : 359 Arbitrage : Jelena Medjedovic |
| 25 février 2025 17h30 | Retkesová 49e   | Rapport | 36e Sivolobova | Spectateurs : 359 Arbitrage : Jelena Medjedovic | Spectateurs : 359 Arbitrage : Jelena Medjedovic |

| 25 février 2025 | Gibraltar | 0 - 1   | Îles Féroé    | Europa Point Stadium, Punta de Europa     |                                           |
| 19h00           |           | (0 - 0) | 70e H. Sevdal | Spectateurs : 626 Arbitrage : Melek Dakan | Spectateurs : 626 Arbitrage : Melek Dakan |
| 19h00           |           | Rapport | 20e Svarvadal | Spectateurs : 626 Arbitrage : Melek Dakan | Spectateurs : 626 Arbitrage : Melek Dakan |

| 3e journée                 | Îles Féroé                                            | 2 - 0   | Moldavie | Tórsvøllur, Torshavn                           |                                                |
| 4 avril 2025 18h00 (17h00) | ( Joensen) Hummeland 47e · ( Klakstein) H. Sevdal 75e | (0 - 0) |          | Spectateurs : 521 Arbitrage : Lovisa Johansson | Spectateurs : 521 Arbitrage : Lovisa Johansson |
| 4 avril 2025 18h00 (17h00) | Rapport                                               |         |          | Spectateurs : 521 Arbitrage : Lovisa Johansson | Spectateurs : 521 Arbitrage : Lovisa Johansson |

| 4 avril 2025 | Gibraltar  | 0 - 8   | Slovaquie | Europa Point Stadium, Punta de Europa            |                                                  |
| 19h00        |            | (0 - 3) | 10e Morávková · 25e Fabová (Hmírová ) · 38e Morávková (Hmírová ) · 48e Fabová (Hmírová ) · 60e Kaláberová · 72e Rybanská (Mikolajová ) · 77e (pen.) Morávková · 80e Morávková (Škerdová ) | Spectateurs : 583 Arbitrage : Kristina Georgieva | Spectateurs : 583 Arbitrage : Kristina Georgieva |
| 19h00        | Victor 27e | Rapport | | Spectateurs : 583 Arbitrage : Kristina Georgieva | Spectateurs : 583 Arbitrage : Kristina Georgieva |

| 4e journée                 | Moldavie                     | 0 - 2   | Slovaquie                                              | Stade Zimbru, Chișinău                         |                                                |
| 8 avril 2025 16h00 (17h00) |                              | (0 - 1) | 4e Bayerová (Šurnovská ) · 86e Rybanská (Bartovičová ) | Spectateurs : 870 Arbitrage : Aleksandra Česen | Spectateurs : 870 Arbitrage : Aleksandra Česen |
| 8 avril 2025 16h00 (17h00) | Bădiceanu 19e · Cojuhari 44e | Rapport |                                                        | Spectateurs : 870 Arbitrage : Aleksandra Česen | Spectateurs : 870 Arbitrage : Aleksandra Česen |

| 8 avril 2025  | Îles Féroé | 5 - 0   | Gibraltar  | Tórsvøllur, Torshavn                          |                                               |
| 18h00 (17h00) | Klakstein 20e · ( A. Johannesen) Tórolvsdóttir 27e · H. Sevdal 58e · A. Johannesen 88e · ( Hoydal) A. Johannesen 90+3e | (2 - 0) |            | Spectateurs : 528 Arbitrage : Teresa Oliveira | Spectateurs : 528 Arbitrage : Teresa Oliveira |
| 18h00 (17h00) | | Rapport | 43e Viagas | Spectateurs : 528 Arbitrage : Teresa Oliveira | Spectateurs : 528 Arbitrage : Teresa Oliveira |

| 5e journée        | Slovaquie | 11 - 0  | Gibraltar | Futbal Tatran Arena, Prešov                    |                                                |
| 30 mai 2025 17h00 | ( Bayerová) Rybanská 2e · ( Bartovičová) Hmírová 17e · Bayerová 20e · ( Mikolajová) Maťavková 31e · ( Bayerová) Hmírová 44e · ( Rybanská) Mikolajová 52e · Mikolajová 54e · ( Škerdová) Rybanská 77e · ( Rybanská) Morávková 86e · Kaláberová 88e · ( Škerdová) Rybanská 90e | (5 - 0) |           | Spectateurs : 3 814 Arbitrage : Eirini Pingiou | Spectateurs : 3 814 Arbitrage : Eirini Pingiou |
| 30 mai 2025 17h00 | Rapport |         |           | Spectateurs : 3 814 Arbitrage : Eirini Pingiou | Spectateurs : 3 814 Arbitrage : Eirini Pingiou |

| 30 mai 2025   | Moldavie                    | 1 - 1   | Îles Féroé        | Stade Zimbru, Chișinău                          |                                                 |
| 19h00 (20h00) | ( Chiper) Colnic 37e        | (1 - 1) | 23e A. Johannesen | Spectateurs : 568 Arbitrage : Jelena Medjedovic | Spectateurs : 568 Arbitrage : Jelena Medjedovic |
| 19h00 (20h00) | Sivolobova 64e · Chiper 77e | Rapport |                   | Spectateurs : 568 Arbitrage : Jelena Medjedovic | Spectateurs : 568 Arbitrage : Jelena Medjedovic |

| 6e journée                | Îles Féroé        | 1 - 2   | Slovaquie                                               | Tórsvøllur, Torshavn                          |                                               |
| 3 juin 2025 19h00 (18h00) | A. Johannesen 35e | (1 - 1) | 11e Hmírová (Morávková ) · 88e Maťavková (Bartovičová ) | Spectateurs : 1 503 Arbitrage : Emily Heaslip | Spectateurs : 1 503 Arbitrage : Emily Heaslip |
| 3 juin 2025 19h00 (18h00) | Svarvadal 90+9e   | Rapport | 15e Retkesová · 60e Maťavková                           | Spectateurs : 1 503 Arbitrage : Emily Heaslip | Spectateurs : 1 503 Arbitrage : Emily Heaslip |

| 3 juin 2025 | Gibraltar | 0 - 4   | Moldavie                                              | Europa Point Stadium, Punta de Europa     |                                           |
| 19h00       |           | (0 - 4) | 21e 32e Chiper · 39e Coceanovschi · 44e (csc) Gilbert | Spectateurs : 405 Arbitrage : Tjaša Misja | Spectateurs : 405 Arbitrage : Tjaša Misja |
| 19h00       | Grech 90e | Rapport | 27e Colnic                                            | Spectateurs : 405 Arbitrage : Tjaša Misja | Spectateurs : 405 Arbitrage : Tjaša Misja |

### Groupe 2
| Rang | Équipe  | Pts | J | G | N | P | Bp | Bc | Diff |  | Résultats (▼ dom., ► ext.) |     |     |     |     |
| ---- | ------- | --- | - | - | - | - | -- | -- | ---- |  | -------------------------- | --- | --- | --- | --- |
| 1    | Malte R | 13  | 6 | 4 | 1 | 1 | 8  | 5  | +3   |  | Malte R                    |     | 1-0 | 2-1 | 1-0 |
| 2    | Chypre  | 10  | 6 | 3 | 1 | 2 | 9  | 8  | +1   |  | Chypre                     | 2-1 |     | 2-1 | 2-2 |
| 3    | Géorgie | 6   | 6 | 2 | 0 | 4 | 9  | 11 | -2   |  | Géorgie                    | 2-3 | 1-2 |     | 2-1 |
| 4    | Andorre | 5   | 6 | 1 | 2 | 3 | 6  | 8  | -2   |  | Andorre                    | 0-0 | 2-1 | 1-2 |     |

| 1re journée                   | Géorgie                                                                    | 2 - 1   | Andorre                       | Stade Mikheil-Meskhi, Tbilissi              |                                             |
| 21 février 2025 16h00 (19h00) | Bebia 83e (pen.) · Bakradze 87e                                            | (0 - 0) | 69e Solé                      | Spectateurs : 850 Arbitrage : Ugne Šmitaite | Spectateurs : 850 Arbitrage : Ugne Šmitaite |
| 21 février 2025 16h00 (19h00) | Danelia 11e · Matveeva 38e · Kalandadze 54e · Bakradze 71e · Ambalia 90+4e | Rapport | 58e Gonçalves · 66e Izquierdo | Spectateurs : 850 Arbitrage : Ugne Šmitaite | Spectateurs : 850 Arbitrage : Ugne Šmitaite |

| 21 février 2025 | Chypre                                                                                | 2 - 1   | Malte                                                     | AEK Arena, Larnaca                          |                                             |
| 18h00 (19h00)   | Violari 33e · Constantinou 37e                                                        | (2 - 0) | 51e (csc) Papdopoulou                                     | Spectateurs : 180 Arbitrage : Emily Heaslip | Spectateurs : 180 Arbitrage : Emily Heaslip |
| 18h00 (19h00)   | C. Charalambous 28e · Panagiotou 65e · Papdopoulou 67e · Hardy 90e · Efstratiou 90+2e | Rapport | 10e C. Zammit · 63e Cuschieri · 82e Bugeja · 90+4e Lipman | Spectateurs : 180 Arbitrage : Emily Heaslip | Spectateurs : 180 Arbitrage : Emily Heaslip |

| 2e journée                    | Chypre                                    | 2 - 1   | Géorgie                                                 | AEK Arena, Larnaca                         |                                            |
| 25 février 2025 18h00 (19h00) | ( Chrysostomou) Violari 1re · Violari 28e | (2 - 1) | 44e Danelia                                             | Spectateurs : 220 Arbitrage : Jelena Kumer | Spectateurs : 220 Arbitrage : Jelena Kumer |
| 25 février 2025 18h00 (19h00) | Ei. Michail 33e                           | Rapport | 35e Chkhartishvili · 70e Bukhrikidze · 82e Khaburdzania | Spectateurs : 220 Arbitrage : Jelena Kumer | Spectateurs : 220 Arbitrage : Jelena Kumer |

| 25 février 2025 | Malte                         | 1 - 0   | Andorre        | Stade du Centenaire, Ta' Qali                 |                                               |
| 19h30           | S. Zammit 11e                 | (1 - 0) |                | Spectateurs : 612 Arbitrage : Teresa Oliveira | Spectateurs : 612 Arbitrage : Teresa Oliveira |
| 19h30           | S. Zammit 20e · C. Zammit 72e | Rapport | 73e A. Correia | Spectateurs : 612 Arbitrage : Teresa Oliveira | Spectateurs : 612 Arbitrage : Teresa Oliveira |

| 3e journée                 | Géorgie                                         | 2 - 3   | Malte                                                                           | Stade Mikheil-Meskhi, Tbilissi                    |                                                   |
| 4 avril 2025 17h00 (19h00) | ( Matveeva) Bakradze 59e · Danelia 90+6e (pen.) | (0 - 3) | 27e M. Farrugia (Bugeja ) · 30e Bugeja (Willis ) · 44e M. Farrugia (Cuschieri ) | Spectateurs : 853 Arbitrage : Elvira Nurmustafina | Spectateurs : 853 Arbitrage : Elvira Nurmustafina |
| 4 avril 2025 17h00 (19h00) | Ambalia 38e                                     | Rapport | 71e Lipman · 73e Willis                                                         | Spectateurs : 853 Arbitrage : Elvira Nurmustafina | Spectateurs : 853 Arbitrage : Elvira Nurmustafina |

| 4 avril 2025  | Chypre                       | 2 - 2   | Andorre                   | Stade Dhasaki-Achnas, Akhna                |                                            |
| 18h00 (19h00) | Violari 11e · E. Michail 72e | (1 - 1) | 7e 83e Morato             | Spectateurs : 180 Arbitrage : Eszter Urban | Spectateurs : 180 Arbitrage : Eszter Urban |
| 18h00 (19h00) | Ch. Charalambous 88e         | Rapport | 67e Gonçalves · 69e Rosas | Spectateurs : 180 Arbitrage : Eszter Urban | Spectateurs : 180 Arbitrage : Eszter Urban |

| 4e journée         | Malte                                                 | 2 - 1   | Géorgie                         | Stade du Centenaire, Ta' Qali             |                                           |
| 8 avril 2025 19h00 | ( Nicole Sciberras) Cuschieri 39e · Bugeja 60e (pen.) | (1 - 0) | 84e Kalandadze (Mtskerashvili ) | Spectateurs : 620 Arbitrage : Cansu Tryak | Spectateurs : 620 Arbitrage : Cansu Tryak |
| 8 avril 2025 19h00 |                                                       | Rapport | 2e Mtskerashvili · 76e Bakradze | Spectateurs : 620 Arbitrage : Cansu Tryak | Spectateurs : 620 Arbitrage : Cansu Tryak |

| 8 avril 2025 | Andorre                       | 2 - 1   | Chypre                                                                           | Estadi Nacional, Andorre-la-Vieille              |                                                  |
| 20h00        | Morato 84e 90+2e (pen.)       | (0 - 1) | 30e Aristodimou                                                                  | Spectateurs : 407 Arbitrage : Araksya Saribekyan | Spectateurs : 407 Arbitrage : Araksya Saribekyan |
| 20h00        | Planaguma 28e · Colobrans 75e | Rapport | 36e Savva · 51e Efstratiou · 56e Hardy · 86e E. Michail · 90+4e Ch. Charalambous | Spectateurs : 407 Arbitrage : Araksya Saribekyan | Spectateurs : 407 Arbitrage : Araksya Saribekyan |

| 5e journée        | Malte                  | 1 - 0   | Chypre          | Ta' Qali Stadium, Ta' Qali                   |                                              |
| 30 mai 2025 19h00 | Bugeja 42e             | (1 - 0) |                 | Spectateurs : 1 205 Arbitrage : Sabina Bolic | Spectateurs : 1 205 Arbitrage : Sabina Bolic |
| 30 mai 2025 19h00 | Lucia 35e · Bugeja 50e | Rapport | 82e Papdopoulou | Spectateurs : 1 205 Arbitrage : Sabina Bolic | Spectateurs : 1 205 Arbitrage : Sabina Bolic |

| 30 mai 2025 | Andorre | 1 - 2   | Géorgie                                                             | Estadio Encamp, Encamp                      |                                             |
| 19h00       | Ber 17e | (1 - 2) | 12e Ambalia (Mtskerashvili ) · 28e Mtskerashvili                    | Spectateurs : 513 Arbitrage : Vesna Miletić | Spectateurs : 513 Arbitrage : Vesna Miletić |
| 19h00       |         | Rapport | 14e Mtskerashvili · 52e Pasikashvili · 56e Gabunia · 90+2e Matveeva | Spectateurs : 513 Arbitrage : Vesna Miletić | Spectateurs : 513 Arbitrage : Vesna Miletić |

| 6e journée        | Andorre                | 0 - 0   | Malte                    | Estadio Encamp, Encamp                       |                                              |
| 3 juin 2025 19h00 |                        |         |                          | Spectateurs : 470 Arbitrage : Satu Miettunen | Spectateurs : 470 Arbitrage : Satu Miettunen |
| 3 juin 2025 19h00 | Da Cruz 58e · Solé 88e | Rapport | 38e Barbara · 53e Willis | Spectateurs : 470 Arbitrage : Satu Miettunen | Spectateurs : 470 Arbitrage : Satu Miettunen |

| 3 juin 2025   | Géorgie                                       | 1 - 2   | Chypre                                | Stade Mikheil-Meskhi, Tbilissi                 |                                                |
| 19h00 (21h00) | Bebia 54e                                     | (0 - 1) | 27e Hardy · 49e Violari (E. Michail ) | Spectateurs : 627 Arbitrage : Martina Molinaro | Spectateurs : 627 Arbitrage : Martina Molinaro |
| 19h00 (21h00) | Bebia 37e · Chkhartishvili 44e · Bakradze 64e | Rapport | 70e Cusick                            | Spectateurs : 627 Arbitrage : Martina Molinaro | Spectateurs : 627 Arbitrage : Martina Molinaro |

### Groupe 3
| Rang | Équipe        | Pts | J | G | N | P | Bp | Bc | Diff |  | Résultats (▼ dom., ► ext.) |     |     |     |     |
| ---- | ------------- | --- | - | - | - | - | -- | -- | ---- |  | -------------------------- | --- | --- | --- | --- |
| 1    | Luxembourg    | 16  | 6 | 5 | 1 | 0 | 20 | 6  | +14  |  | Luxembourg                 |     | 2-2 | 2-0 | 7-0 |
| 2    | Kazakhstan    | 10  | 6 | 3 | 1 | 2 | 14 | 9  | +5   |  | Kazakhstan                 | 1-3 |     | 3-2 | 4-0 |
| 3    | Arménie       | 7   | 6 | 2 | 1 | 3 | 13 | 11 | +2   |  | Arménie                    | 1-3 | 2-0 |     | 6-1 |
| 4    | Liechtenstein | 1   | 6 | 0 | 1 | 5 | 5  | 26 | -21  |  | Liechtenstein              | 2-3 | 0-4 | 2-2 |     |

| 1re journée                   | Arménie | 6 - 1   | Liechtenstein      | Armavir Stadium, Armavir                 |                                          |
| 21 février 2025 11h30 (14h30) | ( Dallakyan) Artin 7e · ( Dallakyan) Pizlova 13e · ( Pizlova) Kazanchian 44e · Dallakyan 51e (pen.) · ( Artin) Kazanchian 53e · ( Asatryan) Kazanchian 71e | (3 - 0) | 52e Risch (Frick ) | Spectateurs : 80 Arbitrage : Tjaša Misja | Spectateurs : 80 Arbitrage : Tjaša Misja |
| 21 février 2025 11h30 (14h30) | Karagezian 39e · Harutunian 75e | Rapport |                    | Spectateurs : 80 Arbitrage : Tjaša Misja | Spectateurs : 80 Arbitrage : Tjaša Misja |

| 21 février 2025 | Luxembourg                      | 2 - 2   | Kazakhstan                                          | Stade Émile Mayrisch, Esch-sur-Alzette    |                                           |
| 19h30           | Estévez 50e (pen.) · Miller 73e | (0 - 2) | 34e Nizamutdinova (Myasnikova ) · 41e Nizamutdinova | Spectateurs : 530 Arbitrage : Rita Vehapi | Spectateurs : 530 Arbitrage : Rita Vehapi |
| 19h30           | Estévez 36e · Schmit 87e        | Rapport | 62e Norbayeva · 80e Gaistenova                      | Spectateurs : 530 Arbitrage : Rita Vehapi | Spectateurs : 530 Arbitrage : Rita Vehapi |

| 2e journée                    | Arménie                             | 2 - 0   | Kazakhstan | Armavir Stadium, Armavir                |                                         |
| 25 février 2025 11h30 (14h30) | Karagezian 15e · Pizlova 56e (pen.) | (1 - 0) |            | Spectateurs : 90 Arbitrage : Oxana Cruc | Spectateurs : 90 Arbitrage : Oxana Cruc |
| 25 février 2025 11h30 (14h30) | Rapport                             |         |            | Spectateurs : 90 Arbitrage : Oxana Cruc | Spectateurs : 90 Arbitrage : Oxana Cruc |

| 25 février 2025 | Luxembourg                                                                                                 | 7 - 0   | Liechtenstein | Stade Émile Mayrisch, Esch-sur-Alzette           |                                                  |
| 19h30           | Ca. Jorge 16e 39e · ( Ca. Jorge) Thompson 44e · Estévez 50e (pen.) · Barbosa 68e · Miller 75e · Schmit 87e | (3 - 0) |               | Spectateurs : 394 Arbitrage : Jeļena Jermolajeva | Spectateurs : 394 Arbitrage : Jeļena Jermolajeva |
| 19h30           | | Rapport | 47e Frick     | Spectateurs : 394 Arbitrage : Jeļena Jermolajeva | Spectateurs : 394 Arbitrage : Jeļena Jermolajeva |

| 3e journée                 | Arménie                                                     | 1 - 3   | Luxembourg                                                     | Stade de l'Académie de football d'Erevan, Erevan |                                              |
| 4 avril 2025 13h00 (15h00) | ( Kazanchian) Karagezian 29e                                | (1 - 2) | 4e Thompson (Miller ) · 19e Schmit (Ca. Jorge ) · 50e Thompson | Spectateurs : 200 Arbitrage : Melissa Burgin     | Spectateurs : 200 Arbitrage : Melissa Burgin |
| 4 avril 2025 13h00 (15h00) | Vartanyan 34e · Taylor 34e · Dallakyan 62e · Karagezian 66e | Rapport |                                                                | Spectateurs : 200 Arbitrage : Melissa Burgin     | Spectateurs : 200 Arbitrage : Melissa Burgin |

| 4 avril 2025 | Liechtenstein | 0 - 4   | Kazakhstan                                                                                         | Sportpark Eschen-Mauren, Eschen              |                                              |
| 17h30        |               | (0 - 3) | 5e Nurusheva (Gaistenova ) · 26e Berikova (Khairulina ) · 36e (pen.) Nurusheva · 90+4e Bibossynova | Spectateurs : 412 Arbitrage : Mariia Glekova | Spectateurs : 412 Arbitrage : Mariia Glekova |
| 17h30        |               | Rapport | 71e Bibossynova · 75e Myasnikova                                                                   | Spectateurs : 412 Arbitrage : Mariia Glekova | Spectateurs : 412 Arbitrage : Mariia Glekova |

| 4e journée                 | Kazakhstan                                        | 3 - 2   | Arménie         | Astana Arena, Astana                       |                                            |
| 8 avril 2025 15h00 (18h00) | Bibossynova 48e 55e · ( Bibossynova) Aitymova 71e | (0 - 0) | 63e 66e Davtyan | Spectateurs : 300 Arbitrage : Sabina Bolic | Spectateurs : 300 Arbitrage : Sabina Bolic |
| 8 avril 2025 15h00 (18h00) | Bibossynova 45e                                   | Rapport | 82e Asatryan    | Spectateurs : 300 Arbitrage : Sabina Bolic | Spectateurs : 300 Arbitrage : Sabina Bolic |

| 8 avril 2025 | Liechtenstein          | 2 - 3   | Luxembourg                                                                      | Sportpark Eschen-Mauren, Eschen                   |                                                   |
| 17h30        | Risch 31e · Kindle 61e | (1 - 2) | 11e Thompson (Ca. Jorge ) · 14e Thompson (Lavinas ) · 77e Ca. Jorge (Lourenco ) | Spectateurs : 384 Arbitrage : Anastasiya Romanyuk | Spectateurs : 384 Arbitrage : Anastasiya Romanyuk |
| 17h30        |                        | Rapport | 90+4e Lourenco                                                                  | Spectateurs : 384 Arbitrage : Anastasiya Romanyuk | Spectateurs : 384 Arbitrage : Anastasiya Romanyuk |

| 5e journée                | Kazakhstan                                                                                                  | 4 - 0   | Liechtenstein          | Stade central, Almaty                      |                                            |
| 30 mai 2025 14h00 (17h00) | ( Khairulina) Berikova 44e · Turlybekova 46e · ( Karazhanova) Berikova 55e · ( Karazhanova) Zhanatayeva 57e | (1 - 0) |                        | Spectateurs : 282 Arbitrage : Anna Adamska | Spectateurs : 282 Arbitrage : Anna Adamska |
| 30 mai 2025 14h00 (17h00) | | Rapport | 50e Goppel · 88e Frick | Spectateurs : 282 Arbitrage : Anna Adamska | Spectateurs : 282 Arbitrage : Anna Adamska |

| 30 mai 2025 | Luxembourg                                            | 2 - 0   | Arménie                       | Stade Henri-Dunant, Beggen                              |                                                         |
| 19h00       | ( Ca. Jorge) Thompson 14e · ( Ca. Jorge) Lourenco 36e | (2 - 0) |                               | Spectateurs : 1 156 Arbitrage : Frederikke Lydia Søkjær | Spectateurs : 1 156 Arbitrage : Frederikke Lydia Søkjær |
| 19h00       | Dietrich 90e                                          | Rapport | 78e Kazanchian · 90+2e Taylor | Spectateurs : 1 156 Arbitrage : Frederikke Lydia Søkjær | Spectateurs : 1 156 Arbitrage : Frederikke Lydia Søkjær |

| 6e journée        | Liechtenstein                                  | 2 - 2   | Arménie                                      | Sportpark Eschen-Mauren, Eschen            |                                            |
| 3 juin 2025 19h00 | ( Fasel) Hürlimann 5e · ( Fasel) Hürlimann 61e | (1 - 1) | 10e Dallakyan · 89e Davtyan (Asatryan )      | Spectateurs : 423 Arbitrage : Abbie Hendry | Spectateurs : 423 Arbitrage : Abbie Hendry |
| 3 juin 2025 19h00 | Hürlimann 33e                                  | Rapport | 39e Pizlova · 53e Dallakyan · 62e Harutunian | Spectateurs : 423 Arbitrage : Abbie Hendry | Spectateurs : 423 Arbitrage : Abbie Hendry |

| 3 juin 2025   | Kazakhstan                                   | 1 - 3   | Luxembourg                                                                  | Stade central, Almaty                        |                                              |
| 19h00 (22h00) | Zhumabaikyzy 15e                             | (1 - 0) | 51e Miller (Estévez ) · 59e Dos Santos (Estévez ) · 90+3e Miny (Konsbrück ) | Spectateurs : 342 Arbitrage : Victoria Beyer | Spectateurs : 342 Arbitrage : Victoria Beyer |
| 19h00 (22h00) | Norbayeva 6e · Berikova 48e · Khairulina 50e | Rapport | 45+3e Miller                                                                | Spectateurs : 342 Arbitrage : Victoria Beyer | Spectateurs : 342 Arbitrage : Victoria Beyer |

### Groupe 4
| Rang | Équipe        | Pts | J | G | N | P | Bp | Bc | Diff |  | Résultats (▼ dom., ► ext.) |     |     |     |
| ---- | ------------- | --- | - | - | - | - | -- | -- | ---- |  | -------------------------- | --- | --- | --- |
| 1    | Monténégro    | 8   | 4 | 2 | 2 | 0 | 5  | 2  | +3   |  | Monténégro                 |     | 1-1 | 3-1 |
| 2    | Azerbaïdjan R | 5   | 4 | 1 | 2 | 1 | 3  | 6  | -3   |  | Azerbaïdjan R              | 0-0 |     | 0-5 |
| 3    | Lituanie      | 3   | 4 | 1 | 0 | 3 | 6  | 6  | 0    |  | Lituanie                   | 0-1 | 0-2 |     |

| 1re journée                   | Azerbaïdjan                            | 0 - 0   | Monténégro                                        | Dalga Arena, Bakou                                |                                                   |
| 21 février 2025 14h00 (17h00) |                                        |         |                                                   | Spectateurs : 40 Arbitrage : Tatyana Sorokopudova | Spectateurs : 40 Arbitrage : Tatyana Sorokopudova |
| 21 février 2025 14h00 (17h00) | Parlak 22e · Bakarandze 42e · Açar 47e | Rapport | 62e Božić · 62e Kuč · 62e Bulatović · 90e Popović | Spectateurs : 40 Arbitrage : Tatyana Sorokopudova | Spectateurs : 40 Arbitrage : Tatyana Sorokopudova |

| 2e journée            | Monténégro                                                    | 3 - 1   | Lituanie                      | Stade Pod Goricom, Podgorica                          |                                                       |
| 25 février 2025 14h00 | ( Tošković) Kuč 2e · ( Đoković) Kuč 37e · ( Tošković) Kuč 57e | (2 - 1) | 29e Galkina                   | Spectateurs : 200 Arbitrage : Mzevinari Sharashanidze | Spectateurs : 200 Arbitrage : Mzevinari Sharashanidze |
| 25 février 2025 14h00 | Đurković 27e · Božić 65e                                      | Rapport | 10e Mikutaitė · 54e Jonušaitė | Spectateurs : 200 Arbitrage : Mzevinari Sharashanidze | Spectateurs : 200 Arbitrage : Mzevinari Sharashanidze |

| 3e journée                 | Lituanie | 0 - 2   | Azerbaïdjan                              | Žalgiris Stadium, Vilnius                    |                                              |
| 4 avril 2025 17h30 (18h30) |          | (0 - 1) | 20e Manya · 55e Mirzaliyeva (Dorofeeva ) | Spectateurs : 447 Arbitrage : Marina Zechner | Spectateurs : 447 Arbitrage : Marina Zechner |
| 4 avril 2025 17h30 (18h30) |          | Rapport | 63e Açar                                 | Spectateurs : 447 Arbitrage : Marina Zechner | Spectateurs : 447 Arbitrage : Marina Zechner |

| 4e journée         | Monténégro                                             | 1 - 1   | Azerbaïdjan                                                    | Stadion kraj Bistrice, Nikšić                |                                              |
| 8 avril 2025 18h00 | Đoković 90+2e (pen.)                                   | (0 - 0) | 55e Mollayeva (Parlak )                                        | Spectateurs : 200 Arbitrage : Marta San Juan | Spectateurs : 200 Arbitrage : Marta San Juan |
| 8 avril 2025 18h00 | Tomašević 9e · Krstović 55e · Ličina 73e · Dešić 90+1e | Rapport | 69e Mammadova · 74e Parlak · 85e Dorofeeva · 90+1e Mirzaliyeva | Spectateurs : 200 Arbitrage : Marta San Juan | Spectateurs : 200 Arbitrage : Marta San Juan |

| 5e journée                | Azerbaïdjan                 | 0 - 5   | Lituanie | Stade Bayil, Bakou                                |                                                   |
| 30 mai 2025 16h00 (18h00) |                             | (0 - 4) | 3e Jonušaitė (Kriaučiūnaitė ) · 10e Griksaité (Lazdauskaitė ) · 30e Jonušaitė (Vaitukaitytė ) · 42e Lazdauskaitė (Vaitukaitytė ) · 48e Romanovskaja | Spectateurs : 2 500 Arbitrage : Sapir Gaya Berman | Spectateurs : 2 500 Arbitrage : Sapir Gaya Berman |
| 30 mai 2025 16h00 (18h00) | Jafarzade 38e · Aliyeva 77e | Rapport | 59e Griksaité · 90+4e Romanovskaja | Spectateurs : 2 500 Arbitrage : Sapir Gaya Berman | Spectateurs : 2 500 Arbitrage : Sapir Gaya Berman |

| 6e journée                | Lituanie         | 0 - 1   | Monténégro              | LSC Druskininkai Stadium, Druskininkai         |                                                |
| 3 juin 2025 19h00 (20h00) |                  | (0 - 0) | 67e Dešić (Janjušević ) | Spectateurs : 783 Arbitrage : Liudmyla Telbukh | Spectateurs : 783 Arbitrage : Liudmyla Telbukh |
| 3 juin 2025 19h00 (20h00) | Lazdauskaitė 66e | Rapport |                         | Spectateurs : 783 Arbitrage : Liudmyla Telbukh | Spectateurs : 783 Arbitrage : Liudmyla Telbukh |

### Groupe 5
| Rang | Équipe   | Pts | J | G | N | P | Bp | Bc | Diff |  | Résultats (▼ dom., ► ext.) |     |     |     |
| ---- | -------- | --- | - | - | - | - | -- | -- | ---- |  | -------------------------- | --- | --- | --- |
| 1    | Israël R | 10  | 4 | 3 | 1 | 0 | 12 | 5  | +7   |  | Israël R                   |     | 3-1 | 3-3 |
| 2    | Estonie  | 4   | 4 | 1 | 1 | 2 | 2  | 6  | -4   |  | Estonie                    | 0-3 |     | 0-0 |
| 3    | Bulgarie | 2   | 4 | 0 | 2 | 2 | 4  | 7  | -3   |  | Bulgarie                   | 1-3 | 0-1 |     |

| 1re journée                   | Bulgarie              | 1 - 3   | Israël                                             | Stade Aleksandar Shalamanov, Sofia               |                                                  |
| 21 février 2025 13h30 (14h30) | ( Yaneva) Petrova 36e | (1 - 2) | 39e Awad · 40e Workou ( Awad) · 63e Avital ( Awad) | Spectateurs : 177 Arbitrage : Milica Milovanović | Spectateurs : 177 Arbitrage : Milica Milovanović |
| 21 février 2025 13h30 (14h30) |                       | Rapport | 62e Alkisi · 88e Avital                            | Spectateurs : 177 Arbitrage : Milica Milovanović | Spectateurs : 177 Arbitrage : Milica Milovanović |

| 2e journée            | Israël                                                          | 3 - 1   | Estonie                       | Stade Alcufer, Győr                           |                                               |
| 25 février 2025 14h30 | ( Avital) Selimhodzic 35e · ( Workou) Beard 48e · Kuznetsov 80e | (1 - 0) | 78e Kirpu                     | Spectateurs : 0 Arbitrage : Briet Bragadottir | Spectateurs : 0 Arbitrage : Briet Bragadottir |
| 25 février 2025 14h30 | Kuznetsov 66e                                                   | Rapport | 40e Volkov · 74e Kiss-Zlidnis | Spectateurs : 0 Arbitrage : Briet Bragadottir | Spectateurs : 0 Arbitrage : Briet Bragadottir |

| 3e journée                 | Estonie               | 0 - 0   | Bulgarie                                                      | Lilleküla Stadium, Tallinn                   |                                              |
| 4 avril 2025 18h00 (19h00) |                       |         |                                                               | Spectateurs : 457 Arbitrage : Stacey Pearson | Spectateurs : 457 Arbitrage : Stacey Pearson |
| 4 avril 2025 18h00 (19h00) | Kala 17e · Volkov 19e | Rapport | 40e Stankova · 74e Dimanova · 78e Naydenova · 81e Karaivanova | Spectateurs : 457 Arbitrage : Stacey Pearson | Spectateurs : 457 Arbitrage : Stacey Pearson |

| 4e journée         | Israël                                | 3 - 3   | Bulgarie                                                              | Budaörs Stadion, Budaörs               |                                        |
| 8 avril 2025 13h00 | ( Awad) Avital 18e · Sommer 41e 45+4e | (3 - 2) | 12e D. Ivanova · 15e Rasina (Naydenova ) · 50e Boycheva (Parapunova ) | Spectateurs : 0 Arbitrage : Sara Telek | Spectateurs : 0 Arbitrage : Sara Telek |
| 8 avril 2025 13h00 | Beard 49e · Selimhodzic 56e           | Rapport | 58e Naydenova · 74e Karaivanova                                       | Spectateurs : 0 Arbitrage : Sara Telek | Spectateurs : 0 Arbitrage : Sara Telek |

| 5e journée                | Estonie                  | 0 - 3   | Israël                                                                     | Stade de Kadriorg, Tallinn                        |                                                   |
| 30 mai 2025 17h00 (18h00) |                          | (0 - 1) | 39e Selimhodzic (Sommer ) · 75e Cohen (Steinschneider ) · 90+5e Ben Israel | Spectateurs : 583 Arbitrage : Charlotte Carpenter | Spectateurs : 583 Arbitrage : Charlotte Carpenter |
| 30 mai 2025 17h00 (18h00) | Lillemäe 57e · Rosen 63e | Rapport | 77e Workou                                                                 | Spectateurs : 583 Arbitrage : Charlotte Carpenter | Spectateurs : 583 Arbitrage : Charlotte Carpenter |

| 6e journée                | Bulgarie     | 0 - 1   | Estonie                    | Stade Aleksandar Shalamanov, Sofia              |                                                 |
| 3 juin 2025 19h00 (20h00) |              | (0 - 0) | 90+1e Teern (Männiste )    | Spectateurs : 470 Arbitrage : Ioanna Allayiotou | Spectateurs : 470 Arbitrage : Ioanna Allayiotou |
| 3 juin 2025 19h00 (20h00) | Boycheva 44e | Rapport | 80e Teern · 90+8e Merisalu | Spectateurs : 470 Arbitrage : Ioanna Allayiotou | Spectateurs : 470 Arbitrage : Ioanna Allayiotou |

### Groupe 6
| Rang | Équipe            | Pts | J | G | N | P | Bp | Bc | Diff |  | Résultats (▼ dom., ► ext.) |     |     |     |
| ---- | ----------------- | --- | - | - | - | - | -- | -- | ---- |  | -------------------------- | --- | --- | --- |
| 1    | Lettonie          | 8   | 4 | 2 | 2 | 0 | 6  | 4  | +2   |  | Lettonie                   |     | 2-2 | 1-1 |
| 2    | Kosovo R          | 7   | 4 | 2 | 1 | 1 | 9  | 3  | +6   |  | Kosovo R                   | 0-1 |     | 3-0 |
| 3    | Macédoine du Nord | 1   | 4 | 0 | 1 | 3 | 2  | 10 | -8   |  | Macédoine du Nord          | 1-2 | 0-4 |     |

| 1re journée           | Macédoine du Nord        | 0 - 4   | Kosovo                                                            | Centre d'entraînement Petar Miloševski, Skopje |                                                |
| 21 février 2025 14h00 |                          | (0 - 1) | 6e Biqkaj · 49e Biqkaj (Fejza ) · 65e Fetaj (Biqkaj ) · 67e Metaj | Spectateurs : 197 Arbitrage : Emilie Torkelsen | Spectateurs : 197 Arbitrage : Emilie Torkelsen |
| 21 février 2025 14h00 | Mustafa 75e · Meijer 85e | Rapport |                                                                   | Spectateurs : 197 Arbitrage : Emilie Torkelsen | Spectateurs : 197 Arbitrage : Emilie Torkelsen |

| 2e journée            | Kosovo     | 0 - 1   | Lettonie                  | Stade de Fadil Vokrri, Pristina                   |                                                   |
| 25 février 2025 14h00 |            | (0 - 0) | 51e Zaičikova             | Spectateurs : 110 Arbitrage : Maïka Vanderstichel | Spectateurs : 110 Arbitrage : Maïka Vanderstichel |
| 25 février 2025 14h00 | Misini 30e | Rapport | 77e Vuškāne · 84e Ševcova | Spectateurs : 110 Arbitrage : Maïka Vanderstichel | Spectateurs : 110 Arbitrage : Maïka Vanderstichel |

| 3e journée         | Macédoine du Nord             | 1 - 2   | Lettonie                            | Centre d'entraînement Petar Miloševski, Skopje |                                              |
| 4 avril 2025 15h00 | Maksuti 31e                   | (1 - 1) | 2e Miksone · 81e Miksone (Ševcova ) | Spectateurs : 100 Arbitrage : Hanna Laajanen   | Spectateurs : 100 Arbitrage : Hanna Laajanen |
| 4 avril 2025 15h00 | Kolarovska 14e · Andonova 65e | Rapport |                                     | Spectateurs : 100 Arbitrage : Hanna Laajanen   | Spectateurs : 100 Arbitrage : Hanna Laajanen |

| 4e journée         | Kosovo                                                   | 3 - 0   | Macédoine du Nord            | Stade de Fadil Vokrri, Pristina                  |                                                  |
| 8 avril 2025 14h00 | Biqkaj 50e · ( Memeti) Biqkaj 66e · ( Biqkaj) Memeti 85e | (0 - 0) |                              | Spectateurs : 100 Arbitrage : Jurgita Mačikunytė | Spectateurs : 100 Arbitrage : Jurgita Mačikunytė |
| 8 avril 2025 14h00 | Fejza 12e                                                | Rapport | 14e Maksuti · 36e Kolarovska | Spectateurs : 100 Arbitrage : Jurgita Mačikunytė | Spectateurs : 100 Arbitrage : Jurgita Mačikunytė |

| 5e journée                | Lettonie                | 1 - 1   | Macédoine du Nord        | LNK Sporta Parks, Riga                                |                                                       |
| 30 mai 2025 18h00 (19h00) | ( Šenberga) Ševcova 65e | (0 - 1) | 16e Meijer (Andreevska ) | Spectateurs : 321 Arbitrage : Mzevinari Sharashanidze | Spectateurs : 321 Arbitrage : Mzevinari Sharashanidze |
| 30 mai 2025 18h00 (19h00) | Mairna 54e              | Rapport |                          | Spectateurs : 321 Arbitrage : Mzevinari Sharashanidze | Spectateurs : 321 Arbitrage : Mzevinari Sharashanidze |

| 6e journée                | Lettonie                                           | 2 - 2   | Kosovo                                        | LNK Sporta Parks, Riga                                |                                                       |
| 3 juin 2025 19h00 (20h00) | ( Vuškāne) Misini 17e (csc) · Miksone 45+2e (pen.) | (2 - 2) | 20e Smaili (Ramadani ) · 31e Memeti (Ramaja ) | Spectateurs : 401 Arbitrage : Elisabet Calvo Valentín | Spectateurs : 401 Arbitrage : Elisabet Calvo Valentín |
| 3 juin 2025 19h00 (20h00) | Miksone 52e · Ševcova 75e                          | Rapport | 45+1e Demiri                                  | Spectateurs : 401 Arbitrage : Elisabet Calvo Valentín | Spectateurs : 401 Arbitrage : Elisabet Calvo Valentín |

### Accession aux barrages
Les équipes en deuxième position dans chaque groupe de la Ligue C sont classées de la position 1 à la position 6 sur la base du classement général de la Ligue des nations.
En raison de la présence de trois groupes de trois équipes (Groupe 4 à 6) dans cette ligue, les résultats contre les équipes classées quatrièmes des trois premiers groupes (Groupe 1 à 3) ne sont pas pris en compte dans ce classement.
Les équipes classées en position 1 (39e) et position 2 (40e) seront qualifiées pour les barrages de promotion en Ligue B, tandis que les quatre dernières équipes seront maintenues en Ligue C.
| Rang | Équipe                   | Pts | J | G | N | P | Bp | Bc | Diff |
| ---- | ------------------------ | --- | - | - | - | - | -- | -- | ---- |
| 39   | Chypre (Groupe 2)        | 9   | 4 | 3 | 0 | 1 | 6  | 4  | +2   |
| 40   | Kosovo R (Groupe 6)      | 7   | 4 | 2 | 1 | 1 | 9  | 3  | +6   |
| 41   | Azerbaïdjan R (Groupe 4) | 5   | 4 | 1 | 2 | 1 | 3  | 6  | -3   |
| 42   | Îles Féroé (Groupe 1)    | 4   | 4 | 1 | 1 | 2 | 4  | 6  | -2   |
| 43   | Kazakhstan (Groupe 3)    | 4   | 4 | 1 | 1 | 2 | 6  | 9  | -3   |
| 44   | Estonie (Groupe 5)       | 4   | 4 | 1 | 1 | 2 | 2  | 6  | -4   |

## Classement général
Légende des classements
- Promotion en Ligue B
- Barrages de promotion

| Ligue C | Ligue C           | Ligue C                         | Ligue C | Ligue C | Ligue C | Ligue C | Ligue C | Ligue C | Ligue C | Ligue C | Ligue C |
| Rang    | Nation            | Parcours                        | Gr.     | MJ      | G       | N       | P       | Pts     | Bp      | Bc      | Diff    |
| ------- | ----------------- | ------------------------------- | ------- | ------- | ------- | ------- | ------- | ------- | ------- | ------- | ------- |
| 33e     | Slovaquie R       | Meilleur premier de groupe      | 1       | 4       | 4       | 0       | 0       | 12      | 8       | 1       | +7      |
| 34e     | Israël R          | 2e meilleur premier de groupe   | 5       | 4       | 3       | 1       | 0       | 10      | 12      | 5       | +7      |
| 35e     | Luxembourg        | 3e meilleur premier de groupe   | 3       | 4       | 3       | 1       | 0       | 10      | 10      | 4       | +6      |
| 36e     | Malte R           | 4e meilleur premier de groupe   | 2       | 4       | 3       | 0       | 1       | 9       | 7       | 5       | +2      |
| 37e     | Monténégro        | 5e meilleur premier de groupe   | 4       | 4       | 2       | 2       | 0       | 8       | 5       | 2       | +3      |
| 38e     | Lettonie          | 6e meilleur premier de groupe   | 6       | 4       | 2       | 2       | 0       | 8       | 6       | 4       | +2      |
|         |                   |                                 |         |         |         |         |         |         |         |         |         |
| 39e     | Chypre            | Meilleur deuxième de groupe     | 2       | 4       | 3       | 0       | 1       | 9       | 6       | 4       | +2      |
| 40e     | Kosovo R          | 2e meilleur deuxième de groupe  | 6       | 4       | 2       | 1       | 1       | 7       | 9       | 3       | +6      |
| 41e     | Azerbaïdjan R     | 3e meilleur deuxième de groupe  | 4       | 4       | 1       | 2       | 1       | 5       | 3       | 6       | -3      |
| 42e     | Îles Féroé        | 4e meilleur deuxième de groupe  | 1       | 4       | 1       | 1       | 2       | 4       | 4       | 6       | -2      |
| 43e     | Kazakhstan        | 5e meilleur deuxième de groupe  | 3       | 4       | 1       | 1       | 2       | 4       | 6       | 9       | -3      |
| 44e     | Estonie           | 6e meilleur deuxième de groupe  | 5       | 4       | 1       | 1       | 2       | 4       | 2       | 6       | -4      |
|         |                   |                                 |         |         |         |         |         |         |         |         |         |
| 45e     | Lituanie          | Meilleur troisième de groupe    | 4       | 4       | 1       | 0       | 3       | 3       | 6       | 6       | 0       |
| 46e     | Arménie           | 2e meilleur troisième de groupe | 3       | 4       | 1       | 0       | 3       | 3       | 5       | 8       | -3      |
| 47e     | Bulgarie          | 3e meilleur troisième de groupe | 5       | 4       | 0       | 2       | 2       | 2       | 4       | 7       | -3      |
| 48e     | Moldavie          | 4e meilleur troisième de groupe | 1       | 4       | 0       | 1       | 2       | 1       | 1       | 6       | -5      |
| 49e     | Macédoine du Nord | 5e meilleur troisième de groupe | 6       | 4       | 0       | 1       | 3       | 1       | 2       | 10      | -8      |
| 50e     | Géorgie           | 6e meilleur troisième de groupe | 2       | 4       | 0       | 0       | 4       | 0       | 5       | 9       | -4      |
|         |                   |                                 |         |         |         |         |         |         |         |         |         |
| 51e     | Andorre           | Meilleur quatrième de groupe    | 2       | 6       | 1       | 2       | 3       | 5       | 6       | 8       | -2      |
| 52e     | Liechtenstein     | 2e meilleur quatrième de groupe | 3       | 6       | 0       | 1       | 5       | 1       | 5       | 26      | -21     |
| 53e     | Gibraltar         | 3e meilleur quatrième de groupe | 1       | 6       | 0       | 0       | 6       | 0       | 0       | 30      | -30     |